# Yellow

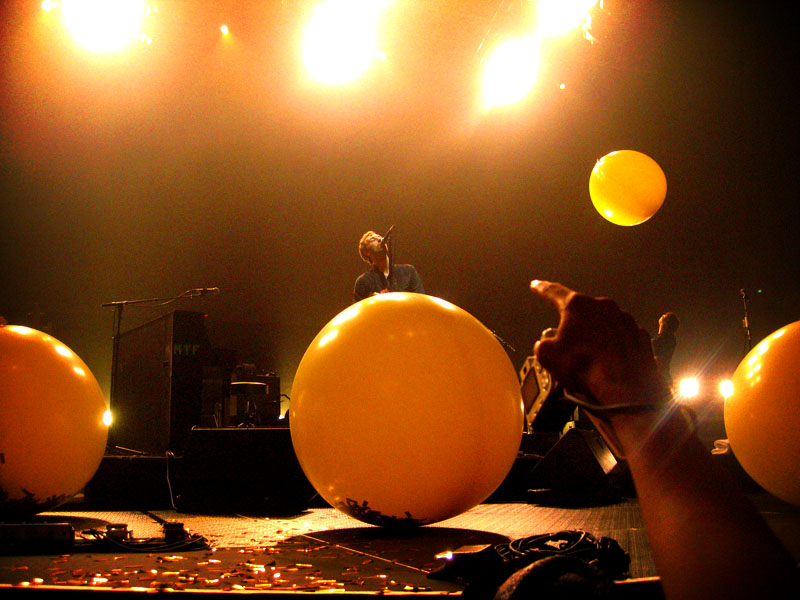
Yellow

Yellow – piosenka pochodząca z albumu Parachutes, brytyjskiego zespołu Coldplay. Została wydana jako drugi singel promujący ich debiutancką płytę, a także jako pierwsza znalazła się w pierwszej dziesiątce listy UK Singles Chart. Utwór był nagrywany w liverpoolskich Parr Street Studios.
W programie VH1, Storytellers, Chris Martin wyznał, że inspiracją dla tytułu piosenki były żółte strony (Yellow Pages).
Teledysk został nagrany na plaży w Studland w Anglii. Wideoklip jest bardzo minimalistyczny i prosty; występuje w nim jedynie wokalista – Chris Martin (ponieważ w czasie kręcenia klipu odbywał się pogrzeb rodzica jednego z członków zespołu), który śpiewając, spaceruje wzdłuż wybrzeża. Jest ubrany w płaszcz przeciwdeszczowy, a mokre włosy sugerują, że przed chwilą padał deszcz.

## Lista utworów
- CD CDR6538

1. „Yellow” – 4:29
2. „Help is Round the Corner” – 2:38
3. „No More Keeping My Feet on the Ground” – 4:33

## Certyfikaty i sprzedaż
| Kraj                     | Certyfikat         | Sprzedaż   |
| ------------------------ | ------------------ | ---------- |
| Australia (ARIA)         | platynowa płyta    | 70 000+    |
| Dania (IFPI Danmark)     | platynowa płyta    | 90 000+    |
| Hiszpania (Promusicae)   | platynowa płyta    | 60 000+    |
| Portugalia (AFP)         | 4x platynowa płyta | 160 000+   |
| Stany Zjednoczone (RIAA) | 4x platynowa płyta | 4 000 000+ |
| Wielka Brytania (BPI)    | 4x platynowa płyta | 2 400 000+ |
| Włochy (FIMI)            | 2x platynowa płyta | 140 000+   |

## Nagrody i nominacje

### Nagrody
| Rok  | Nagroda    | Kategoria                      |
| ---- | ---------- | ------------------------------ |
| 2001 | NME Awards | Best Single (Najlepszy singel) |

### Nominacje
| Rok  | Nagroda       | Kategoria                                                                                     |
| ---- | ------------- | --------------------------------------------------------------------------------------------- |
| 2002 | Grammy Awards | Best Rock Song (Najlepsza rockowa piosenka)                                                   |
| 2002 | Grammy Awards | Best Rock Performance by a Duo or Group with Vocal (Najlepszy rockowy występ duetu lub grupy) |